# Kosta Tsipis
Kosta M. Tsipis (* 12. Februar 1934 in Athen; † 7. November 2020 in Lasell Village, Newton, Massachusetts) war ein griechisch-US-amerikanischer Physiker und Rüstungsexperte.

## Werdegang
Tsipis kam 1954 in die USA und studierte Elektrotechnik und Physik an der Rutgers University mit dem Bachelor-Abschluss 1958 und dem Master-Abschluss 1960 und wurde 1966 an der Columbia University mit einer Dissertation in der Hochenergiephysik promoviert. Danach war er als Post-Doktorand am Massachusetts Institute of Technology (MIT) und war dort 1968 bis 1971 Assistant Professor und 1971 bis 1973 als Research Fellow in der Biophysik. Ab 1973 war er am Center for International Studies und gründete 1977 das Programm Science & Technology for International Security am MIT, dessen Direktor er bis 2001 war. Er war Principal Research Scientist am MIT.
2005 wurde er Adjunct Professor für Umweltstudien an der Brandeis University.
Ab den 1970er Jahren befasste er sich in zahlreichen Studien und Veröffentlichungen mit neuen Waffensystemen und deren Bewertung (wie Laser- und Teilchenstrahlwaffen, was in den 1980er Jahren in den Diskussionen um das SDI-Programm von Ronald Reagan aktuell war, und verschiedenen Raketensystemen wie Cruise Missile), der Wirkung von Nuklearexplosionen und den Auswirkungen von nuklearen Kriegen, Verteidigungsstrategien und Abrüstungsfragen und Fragen zur Überwachung nuklearer Abrüstung.
1973 bis 1977 war er Senior Consultant des Stockholm International Peace Research Institute (SIPRI). Er war Berater der griechischen Regierung und amerikanischer Regierungsstellen in Abrüstungsfragen.
1984 erhielt er den Leo Szilard Lectureship Award. Er war Fellow der American Physical Society und der American Association for the Advancement of Science.

## Schriften
- Arsenal : understanding weapons in the nuclear age, Simon and Schuster 1983
- Herausgeber und David Hafemeister, P. Janeway:  Arms control verification : the technologies that make it possible, Pergamon-Brassey`s Intern. Defense Publ. 1986
- Kosta Tsipis on the Arms Race, University Press of America 1987
- New Technologies, Defense Policy and Arms Control, Ballinger Pub. 1989
- Tactical and Strategic Antisubmarine Warfare, SIPRI Monograph, MIT Press 1975
- The Accuracy of Strategic Missiles, Scientific American, Juli 1975
- Cruise Missiles, Scientific American, Februar 1977
- mit Bernard Feld: Land-Based Intercontinental Ballistic Missiles, Scientific American, November 1979
- Particle Beam Weapons, Scientific American, April 1979
- Catastrophic Release of Radioactivity, Scientific American, April 1981
- Laser Weapons, Scientific American, Dezember 1981
- mit Matthew Bunn: The Uncertainties of a Preemptive Nuclear Attack, Scientific American, November 1983
- mit David Hafemeister, Joseph Romm: The Verification of Compliance with Arms-Control Agreements, Scientific American,  März 1985
- mit Philip Morrison, Jerome Wiesner: The Future of American Defense, Scientific American, Februar 1994